# Comité d'information pour les projets de construction
Le Comité d'information pour les projets de construction (Construction Project Information Committee ou CPIC) est un organisme britannique chargé de fournir les conseils de meilleure pratique sur le contenu, la forme et la préparation d'informations de production de construction et d'assurer que cette meilleure pratique soit disséminée partout dans l'industrie de construction du Royaume-Uni. Le Comité est formé des représentants majeurs des institutions de l'industrie qui s'assurent que les conseils que CPIC fournit ont une base solide dans toutes les branches de l'industrie.